# Daydream (chanson de The Lovin' Spoonful)
Pour les articles homonymes, voir Daydream.
Singles de The Lovin' Spoonful
You Didn't Have to Be So Nice
(novembre 1965) Did You Ever Have to Make Up Your Mind
(avril 1966)
Daydream est une chanson du groupe de musique américain The Lovin' Spoonful composée par John Sebastian. Elle est sortie en single en février 1966, puis sur l'album Daydream le mois suivant. Le single se classe 2e aux États-Unis, de même qu'au Royaume-Uni.
Une critique élogieuse de Daydream par Paul Williams (Crawdaddy!) (en) paraît dans le troisième numéro du magazine Crawdaddy! (en) en mars. Cette chanson inspire à Paul McCartney son Good Day Sunshine, paru sur l'album Revolver des Beatles quelques mois plus tard.

## Reprises
Daydream a été reprise par de nombreux artistes, parmi lesquels :
- Bobby Rydell,  The Mamas and The Papas, Noel Harrison,  Dionne Warwick and Gary Lewis & the Playboys on the TV show "Hullabaloo", 1966.
- Bobby Darin sur l'album If I Were a Carpenter (1966)
- Dino, Desi & Billy sur l'album Memories Are Made of This (1966)
- Gary Lewis & the Playboys sur l'album Hits Again! (1966)
- Rick Nelson sur l'album Another Side of Rick Nelson (1967)
- The Sandpipers sur l'album Misty Roses (1967)
- Bud Shank sur l'album A Spoonful of Jazz (1967)
- The Mar-Keys sur l'album Damifiknow! (1969)
- Sweet sur l'album Funny How Sweet Co-Co Can Be (1971)
- Chet Atkins sur l'album C.G.P. (1988)
- Right Said Fred en single (1992) – no 29 au Royaume-Uni
- Art Garfunkel sur l'album Songs from a Parent to a Child (1997)
- Bill Wyman's Rhythm Kings sur l'album Groovin' (2000)
- Doris Day sur l'album My Heart (2011)
- Carrément Swing sur l'album " Plouha's swing " (2018)

Elle a été adaptée en français par Jacques Plante et Claude Carrère pour Sheila sous le titre Le rêve, chanson parue en 1966 sur l'album L'Heure de la sortie - Bang-bang.